# 高橋由真
高橋 由真（たかはし ゆま、1990年9月24日 - ）は、新潟県出身のファッションモデル、女優。

## 人物
- モデルとして数多くの雑誌・CMで活躍する。
- 趣味は映画鑑賞や芸術鑑賞、読書。
- 血液型はO型。

## ヒストリー
- 2004年、雑誌「melon」の第3回メロンガール・オーディションにてグランプリを受賞。
- 2008年1月、「ちーちゃんは悠久の向こう」で女優デビュー。
- 現在はニュートラルマネジメント （NMT inc.）に所属し、モデル業を中心に活動を続けている。

## 出演

### 映画
- ちーちゃんは悠久の向こう（2008年） - 武藤白 役
- ネムリバ（2010年）
- 落ちていく放課後（2011年、桜美林大学映画コース短編映画） - 主演
- 東京無印女子物語（2012年）

### テレビドラマ
- カイドク〜都市伝説の暗号ミステリー〜(関西テレビ、2009年6月30日)東城大学の女子大生 役

### CM
- ハウスウェルネスフーズ C1000ビタミンレモン
- マンナンライフ 蒟蒻畑（2007年）
- SONY ウォークマン「Play You.」(2008年)

### PV
- SUNBRAIN「go to fly」
- PERIDOTS「9月のソーダ」
- ART-SCHOOL「フリージア」
- Mebius「夢のカケラ」
- Aqua Timez「虹」
- YUI「I'll be」
- SUPER BEAVER「深呼吸」

### 雑誌
- melon(祥伝社) 2004年〜2005年
- SEDA(風讃社) 2005年〜2006年
- mini(宝島社) 2005年
- MyBirthday(実業之日本社) 2005年
- Soup(インデックス・コミュニケーションズ) 2006年
- JILL(双葉社) 2006年
- セブンティーン(集英社) 2006年
- non-no(集英社) 2006年〜2008年
- BOB(髪書房)表紙 2008年
- zipper(祥伝社) 2008年
- CUTiE(宝島社) 2008年
- PS(小学館)
- ゆかた大好き(世界文化社)
- 振袖大好き(世界文化社) 連載「ふりそで日記」
- ar(主婦と生活社)
- with(講談社)
- an・an(マガジンハウス)

### 広告・カタログ
- 国立科学博物館　特別展「縄文VS弥生」（2005年）「縄文」役
- イーストボーイ
- Z会「夏期トライアルキャンペーン」
- セシールカタログ・キューポップ
- 日本きものシステム協同組合
- 千趣会